# Goya al millor guió original
El Premi Goya al millor guió original és un dels 28 premis Goya que s'otorguen anualment:
En les dues primeres edicions dels Premis (1986 i 1987) l'Acadèmia únicament va atorgar un premi al millor guió, independentment que fos original o adaptat, sent guardonades dues adaptacions de novel·les. A partir de la tercera edició (1988) ens va instituir les categories de millor guió original i al millor guió adaptat.

## Nominats i guanyadors

### Dècada del 2020
| Guanyador             | Candidats                                                  | |                     |
| XXXIX edició - 2025   | XXXIX edició - 2025                                        | XXXIX edició - 2025 | XXXIX edició - 2025 |
| --------------------- | ---------------------------------------------------------- | --- | ------------------- |
|                       |                                                            | - Eduard Sola per Casa en flames - Alberto Marini i Marcel Barrena per El 47 - Javier Macipe per La estrella azul - Amèlia Mora i Arantxa Echevarría por La infiltrada - Aitor Arregi, Jon Garaño, Jorge Gil Munarriz i Jose Mari Goenaga per Marco, la verdad inventada |                     |
| XXXVIII edició - 2024 |                                                            | |                     |
|                       | Estibaliz Urresola Solaguren per 20.000 espècies d'abelles | - Víctor Erice i Michel Gaztambide per Cerrar los ojos - Carmen Garrido i Alejandro Marín per Te estoy amando locamente - Alejandro Rojas i Juan Sebastián Vásquez per Upon entry (L'arribada) - Félix Viscarret per Una vida no tan simple                              |                     |
| XXXVII edició - 2023  |                                                            | |                     |
|                       | Isabel Peña i Rodrigo Sorogoyen per As bestas              | - Arnau Vilaró i Carla Simón per Alcarràs - Alauda Ruiz de Azúa per Cinco lobitos - Carlos Vermut per Mantícora - Alberto Rodríguez i Rafael Cobos per Modelo 77 |                     |
| XXXVI edició - 2022   |                                                            | |                     |
|                       | Fernando León de Aranoa per El buen patrón                 | - Clara Roquet per Libertad - Icíar Bollaín i Isa Campo per Maixabel - Juanjo Giménez Peña i Pere Altimira per Tres |                     |
| XXXV edició - 2021    |                                                            | |                     |
|                       | Pilar Palomero per Las niñas                               | - Alicia Luna i Icíar Bollaín per La boda de Rosa - Claro García i Javier Fesser per Historias lamentables - Alejandro Hernández per Adú |                     |
| XXXIV edició - 2020   |                                                            | |                     |
|                       | Pedro Almodóvar per Dolor y gloria                         | - David Desola i Pedro Rivero per El hoyo - Jose Mari Goenaga i Luiso Berdejo per La trinchera infinita - Alejandro Amenábar i Alejandro Hernández per Mientras dure la guerra                                                                                           |                     |

### Dècada del 2010
| Guanyador            | Candidats                                                                                | |                      |
| XXXIII edició - 2019 | XXXIII edició - 2019                                                                     | XXXIII edició - 2019 | XXXIII edició - 2019 |
| -------------------- | ---------------------------------------------------------------------------------------- | --- | -------------------- |
|                      | Isabel Peña i Rodrigo Sorogoyen per El reino                                             | - David Marqués i Javier Fesser per Campeones - Arantxa Echevarría per Carmen y Lola - Asghar Farhadi per Todos lo saben                                                |                      |
| XXXII edició - 2018  |                                                                                          | |                      |
|                      | Aitor Arregi Galdos, Andoni de Carlos, Jon Garaño i Jose Mari Goenaga Balerdi per Handia | - Pablo Berger per Abracadabra - Carla Simón per Estiu 1993 - Fernando Navarro, Paco Plaza per Verónica                                                                 |                      |
| XXXI edició - 2017   |                                                                                          | |                      |
|                      | Raúl Arévalo i David Pulido per Tarde para la ira                                        | - Jorge Guerricaechevarría per Cien años de perdón - Paul Laverty per El olivo - Isabel Peña i Rodrigo Sorogoyen per Que Dios nos perdone                               |                      |
| XXX edició - 2016    |                                                                                          | |                      |
|                      | Cesc Gay i Tomàs Aragay per Truman                                                       | - Daniel Guzmán per A cambio de nada - Alberto Marini per El desconocido - Borja Cobeaga per Negociador                                                                 |                      |
| XXIX edició - 2015   |                                                                                          | |                      |
| centerf              | Alberto Rodríguez i Rafael Cobos per La isla mínima                                      | - Jorge Guerricaechevarría i Daniel Monzón per El Niño - Carlos Vermut per Magical Girl - Damián Szifrón per Relatos salvajes                                           |                      |
| XXVIII edició - 2014 |                                                                                          | |                      |
|                      | David Trueba per Vivir es fácil con los ojos cerrados                                    | - Daniel Sánchez Arévalo per La gran familia española - Breixo Corral i Pablo Alén per Tres bodas de más - Fernando Franco i Enric Rufas per La herida                  |                      |
| XXVII edició - 2013  |                                                                                          | |                      |
|                      | Pablo Berger per Blancanieves                                                            | - Fernando Trueba i Jean-Claude Carrière per El artista y la modelo - Alberto Rodríguez i Rafael Cobos per Grupo 7 - Sergio G. Sánchez i María Belón per The Impossible |                      |
| XXVI edició - 2012   |                                                                                          | |                      |
|                      | Enrique Urbizu i Michel Gaztambide per No habrá paz para los malvados                    | - Woody Allen per Midnight in Paris - Miguel Barros per Blackthorn - Sergi Belbel, Cristina Clemente, Martí Roca i Aintza Serra per EVA                                 |                      |
| XXV edició - 2011    |                                                                                          | |                      |
|                      | Chris Sparling per Buried                                                                | - Álex de la Iglesia per Balada triste de trompeta - Alejandro González Iñárritu, Nicolás Giacobone i Armando Bó Jr. per Biutiful - Paul Laverty per También la lluvia  |                      |
| XXIV edició - 2010   |                                                                                          | |                      |
|                      | Alejandro Amenábar i Mateo Gil per Agora                                                 | - Alberto Rodríguez i Rafael Cobos per After - Daniel Sánchez Arévalo per Gordos - Pedro Almodóvar per Los abrazos rotos                                                |                      |

### Dècada del 2000
| Guanyador           | Candidats                                                      | |
| XXIII edició - 2009 | XXIII edició - 2009                                            | XXIII edició - 2009 |
| ------------------- | -------------------------------------------------------------- | --- |
|                     | Javier Fesser per Camino                                       | - Dionisio Pérez, José Antonio Quirós i Ignacio del Moral per Cenizas del cielo - Chus Gutiérrez i Juan Carlos Rubio per Retorno a Hansala - Agustín Díaz Yanes per Solo quiero caminar                 |
| XXII edició - 2008  |                                                                | |
|                     | Sergio G. Sánchez per El orfanato                              | - Ignacio Martínez de Pisón per Las 13 rosas - Icíar Bollaín i Tatiana Rodríguez per Mataharis - Gonzalo Suárez per Oviedo Express - Gracia Querejeta i David Planell per Siete mesas de billar francés |
| XXI edició - 2007   |                                                                | |
|                     | Guillermo del Toro per El laberinto del fauno                  | - Daniel Sánchez Arévalo per Azuloscurocasinegro - Jorge Sánchez-Cabezudo per La noche de los girasoles - Pedro Almodóvar per Volver                                                                    |
| XX edició - 2006    |                                                                | |
|                     | Isabel Coixet per La vida secreta de les paraules              | - Alberto Rodríguez i Rafael Cobos per 7 vírgenes - Eduard Cortés i Piti Español per Otros días vendrán - Fernando León de Aranoa per Princesas                                                         |
| XIX edició - 2005   |                                                                | |
|                     | Alejandro Amenábar i Mateo Gil per Mar adentro                 | - José Ángel Esteban, Carlos López i Manolo Matji per Horas de luz - Joaquim Oristrell, Dominic Harari i Teresa Pelegrí per Inconscients - Adolfo Aristarain, Mario Camus i Kathy Saavedra per Roma     |
| XVIII edició - 2004 |                                                                | |
|                     | Icíar Bollaín i Alicia Luna per Te doy mis ojos                | - Tomàs Aragay i Cesc Gay per A la ciutat - Jaime Rosales i Enric Rufas per Las horas del día - Pablo Berger per Torremolinos 73                                                                        |
| XVII edició - 2003  |                                                                | |
|                     | Antonio Hernández i Enrique Brasó per En la ciudad sin límites | - Pedro Almodóvar per Hable con ella - Fernando León de Aranoa i Ignacio del Moral per Los lunes al sol - Julio Wallovits i Roger Gual per Smoking Room                                                 |
| XVI edició - 2002   |                                                                | |
|                     | Alejandro Amenábar per The Others                              | - Julio Medem per Lucía y el sexo - Agustín Díaz Yanes per Sin noticias de Dios - Dominic Harari, Joaquim Oristrell, Teresa Pelegrí i Cristina Rota per Sin vergüenza                                   |
| XV edició - 2001    |                                                                | |
|                     | Achero Mañas i Verónica Fernández per El Bola                  | - Álex de la Iglesia i Jorge Guerricaechevarría per La comunidad - José Luis Borau per Leo - José Luis Garci i Horacio Valcárcel per You’re the one (Una historia de entonces)                          |
| XIV edició - 2000   |                                                                | |
|                     | Benito Zambrano per Solas                                      | - Gracia Querejeta, Elías Querejeta i Manuel Gutiérrez Aragón per Cuando vuelvas a mi lado - Icíar Bollaín i Julio Llamazares per Flores de otro mundo - Pedro Almodóvar per Todo sobre mi madre        |

### Dècada del 1990
| Guanyador          | Candidats | |
| XIII edició - 1999 | XIII edició - 1999 | XIII edició - 1999 |
| ------------------ | --- | --- |
|                    | Fernando León de Aranoa per Barrio                                                                                    | - Alejandro Amenábar i Mateo Gil per Abre los ojos - Julio Medem per Los amantes del círculo polar - Rafael Azcona, Miguel Ángel Egea, Carlos López i David Trueba per La niña de tus ojos                                                             |
| XII edició - 1998  | | |
|                    | Ricardo Franco i Ángeles González-Sinde per La buena estrella                                                         | - Fernando León de Aranoa per Familia - Montxo Armendáriz per Secretos del corazón |
| XI edició - 1997   | | |
|                    | Alejandro Amenábar per Tesis                                                                                          | - David Trueba per La buena vida - Isabel Coixet per Coses que no et vaig dir mai |
| X edició - 1996    | | |
|                    | Agustín Díaz Yanes per Nadie hablará de nosotras cuando hayamos muerto                                                | - Manuel Gómez Pereira, Juan Luis Iborra, Joaquim Oristrell i Naomi Wise per Boca a boca - Jorge Guerricaechevarría i Álex de la Iglesia per El día de la bestia                                                                                       |
| IX edició - 1995   | | |
|                    | Joaquim Oristrell, Yolanda García Serrano, Juan Luis Iborra i Manuel Gómez Pereira per Todos los hombres sois iguales | - Gonzalo Suárez per El detective y la muerte - David Trueba per Los peores años de nuestra vida |
| VIII edició - 1994 | | |
|                    | Mario Camus per Sombras en una batalla                                                                                | - Ángel Fernández Santos i Francisco Regueiro per Madregilda - Jorge Berlanga i Luis García Berlanga per Todos a la cárcel |
| VII edició - 1993  | | |
|                    | Rafael Azcona, José Luis García Sánchez i Fernando Trueba per Belle Époque                                            | - Cuca Canals i Bigas Luna per Jamón, jamón - Julio Medem i Michel Gaztambide per Vacas |
| VI edició - 1992   | | |
|                    | Juanma Bajo Ulloa i Eduardo Bajo Ulloa per Alas de mariposa                                                           | - Álvaro del Amo, Carlos Pérez Merinero i Vicente Aranda per Amantes - Luis Marías per Todo por la pasta |
| V edició - 1991    | | |
|                    | Montxo Armendáriz per Las cartas de Alou                                                                              | - Pedro Almodóvar per ¡Átame! - Agustín Díaz Yanes, Eduardo Calvo García i Manuel Matji Tuduri per A solas contigo |
| IV edició - 1990   | | |
|                    | Agustí Villaronga por El niño de la luna                                                                              | - José Luis Cuerda per Amanece que no es poco - Manuel Iborra per El baile del pato - Jaime Chávarri, Fernando Colomo, Lázaro Irazábal i Antonio Larreta per Las cosas del querer - Rafael Azcona i José Luis García Sánchez per El vuelo de la paloma |

### Dècada del 1980
| Guanyador         | Candidats | |
| III edició - 1989 | III edició - 1989 | III edició - 1989 |
| ----------------- | --- | --- |
|                   | Pedro Almodóvar per Mujeres al borde de un ataque de nervios                                                                     | - Agustín Díaz Yanes i Rafael Monleón per Baton Rouge - Antonio Mercero, Horacio Valcárcel i Romà Gubern per Espérame en el cielo - Rafael Azcona i José Luis García Sánchez per Pasodoble - Gonzalo Suárez per Remando al viento |
| II edició - 1988  | | |
|                   | Rafael Azcona per El bosque animado (basada en la novel·la: "El bosque animado", de Wenceslao Fernández Flórez)                  | - Manuel Matji Tuduri per La guerra de los locos - Rafael Azcona i Luis García Berlanga per Moros y cristianos |
| I edició - 1987   | | |
|                   | Fernando Fernán Gómez per El viaje a ninguna parte (basada en la novel·la: "El viaje a ninguna parte", de Fernando Fernán Gómez) | - José Luis Borau per Tata mía - Pedro Beltrán per Mambrú se fue a la guerra |

## Estadístiques

### Guionistes més guardonats
| Premis | Guionista               |
| ------ | ----------------------- |
| 4      | Alejandro Amenábar      |
| 2      | Pedro Almodóvar         |
| 2      | Mateo Gil               |
| 2      | Fernando León de Aranoa |
| 2      | Isabel Peña             |
| 2      | Rodrigo Sorogoyen       |

### Guionistes amb més nominacions
- 6 candidatures: Pedro Almodóvar (1 premi)
- 5 candidatures: Rafael Azcona (1 premi)[1]
- 5 candidatures: Alejandro Amenábar (4 premis)
- 5 candidatures: Agustín Díaz Yanes (1 premi)
- 4 candidatures: Joaquim Oristrell (1 premi)
- 4 candidatures: David Trueba (1 premi)
- 4 candidatures: Fernando León de Aranoa (1 premi)
- 4 candidatures: Alberto Rodríguez (1 premi)
- 4 candidatures: Rafael Cobos (1 premi)
- 3 candidatures: Mateo Gil (2 premis)
- 4 candidatures: Jorge Guerricaechevarría (0 premis)
- 3 candidatures: Juan Luis Iborra (1 premi)
- 3 candidatures: José Luis García Sánchez (1 premi)
- 3 candidatures: Icíar Bollaín (1 premi)
- 3 candidatures: Manuel Matji (0 premis)
- 3 candidatures: Gonzalo Suárez (0 premis)
- 3 candidatures: Julio Medem (0 premis)
- 3 candidatures: Álex de la Iglesia (0 premis)
- 3 candidatures: Daniel Sánchez Arévalo (0 premis)
- 2 candidatures: Montxo Armendáriz (1 premi)
- 2 candidatures: Fernando Trueba (1 premi)
- 2 candidatures: Michel Gaztambide (1 premi)
- 2 candidatures: Mario Camus (1 premi)
- 2 candidatures: Manuel Gómez Pereira (1 premi)
- 2 candidatures: Isabel Coixet (1 premi)
- 2 candidatures: Sergio G. Sánchez (1 premi)
- 2 candidatures: Cesc Gay (1 premi)
- 2 candidatures: Tomàs Aragay (1 premi)
- 2 candidatures: Pablo Berger (1 premi)
- 2 candidatures: José Luis Borau (0 premis)
- 2 candidatures: Luis García Berlanga (0 premis)
- 2 candidatures: Horacio Valcárcel (0 premis)
- 2 candidatures: Teresa Pelegrí (0 premis)
- 2 candidatures: Gracia Querejeta (0 premis)
- 2 candidatures: Dominic Harari (0 premis)
- 2 candidatures: Ignacio del Moral (0 premis)
- 2 candidatures: Paul Laverty (0 premis)